# Mirosław Borszosz
Mirosław Łasło Borszosz, bułg. Мирослав Ласло Боршош (ur. 8 grudnia 1972 w Sofii) – bułgarski polityk, przedsiębiorca, menedżer i samorządowiec, wiceburmistrz Sofii, od 2025 minister turystyki.

## Życiorys
Od strony ojca ma pochodzenie węgierskie, do piętnastego roku życia wychowywał się na Węgrzech. Ukończył kulturoznawstwo na Uniwersytecie Sofijskim im. św. Klemensa z Ochrydy. Działał w Związku Sił Demokratycznych. W drugiej połowie lat 90. był członkiem zespołu minister spraw zagranicznych Nadeżdy Nejnski. W latach 2000–2001 zajmował stanowisko parlamentarnego sekretarza resortu spraw zagranicznych. Od 2001 do 2003 przewodniczył organizacji młodzieżowej SDS. Był następnie redaktorem serwisu „Wseki den”, w latach 2004–2007 pełnił funkcje dyrektora i redaktora naczelnego dziennika „Nowinar”. W 2005 należał do komitetu wspierającego kandydaturę Bojka Borisowa na burmistrza Sofii. W kolejnych latach prowadził firmę producencką Artiszok, zajął się też działalnością dydaktyczną i organizacją koncertów. Wyprodukował m.in. serial telewizyjny Nedadenite poświęcony ratowaniu bułgarskich Żydów w czasie II wojny światowej. W latach 2014–2017 zajmował stanowisko dyrektora Narodowego Pałacu Kultury.
W 2021 został zastępcą burmistrz Sofii Jordanki Fandykowej, odpowiadał za sprawy kultury, edukacji i sportu. W 2023 uzyskał natomiast mandat radnego stołecznej rady miejskiej. W styczniu 2025 z rekomendacji partii GERB objął urząd ministra turystyki w utworzonym wówczas gabinecie Rosena Żelazkowa.